# Sammallahdenmäki
O Sítio funerário da Idade do Bronze de Sammallahdenmäki é um sítio arqueológico localizado ao sudoeste da Finlândia, na região de Satakunta, na comuna de Lappi. É constituído de 36 moledros funerários de granito que datam da Idade do Bronze, entre 1500 a.C. e 500 a.C. Em 1999 a UNESCO inscreveu este sítio como Patrimônio da Humanidade.
No momento do enterro, o sítio funerário era próximo ao mar, mas o rebote isostático afastou a água do Golfo de Bótnia a mais de 15 Km. A primeira menção destes túmulos na época moderna data de 1878. Quatro destes túmulos foram largamente estudados pelo arqueólogo Volter Högman, em 1891, no Kirkonlaattia, uma formação retangular de 16m X 19m.